# Nerillidium renaudae
Nerillidium renaudae är en ringmaskart som beskrevs av V. Jouin 1970. Nerillidium renaudae ingår i släktet Nerillidium och familjen Nerillidae. Inga underarter finns listade i Catalogue of Life.